# Карпово (Коротовское сельское поселение)
Карпово — деревня в Череповецком районе Вологодской области на реке Кисовка.
Входит в состав Коротовского сельского поселения, с точки зрения административно-территориального деления — в Коротовский сельсовет.
Расстояние до районного центра Череповца по автодороге — 74 км, до центра муниципального образования Коротово по прямой — 5 км. Ближайшие населённые пункты — Курилово, Верх, Большой Двор.
По переписи 2002 года население — 29 человек (11 мужчин, 18 женщин). Всё население — русские.